# Porta Sole

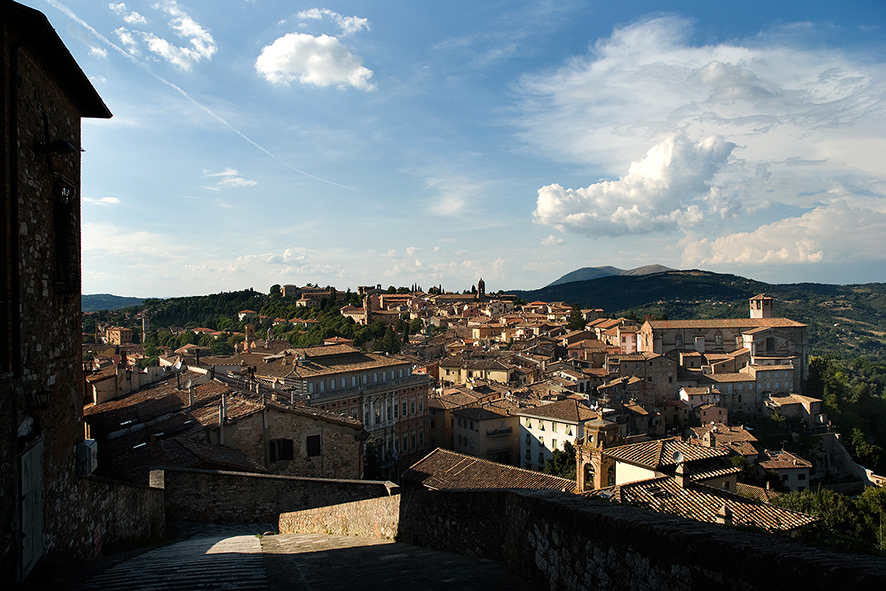
Vista panoramica da Porta Sole, Perugia

La Porta Sole, nota anche come arco dei Gigli o dei Montesperelli, è una delle antiche porta cittadina della cinta muraria etrusca della città di Perugia. In verità, la denominazione Porta Sole appartenne, prima che all'Arco dei Gigli, ad altre due porte, oggi distrutte. Porta Sole è anche un rione del centro storico di Perugia.
onde Perugia sente freddo e caldo
da Porta Sole, e di rietro le piange
per grave giogo Nocera con Gualdo.»
(Dante Alighieri, Divina Commedia, Paradiso, Canto XI)

## Storia e descrizione

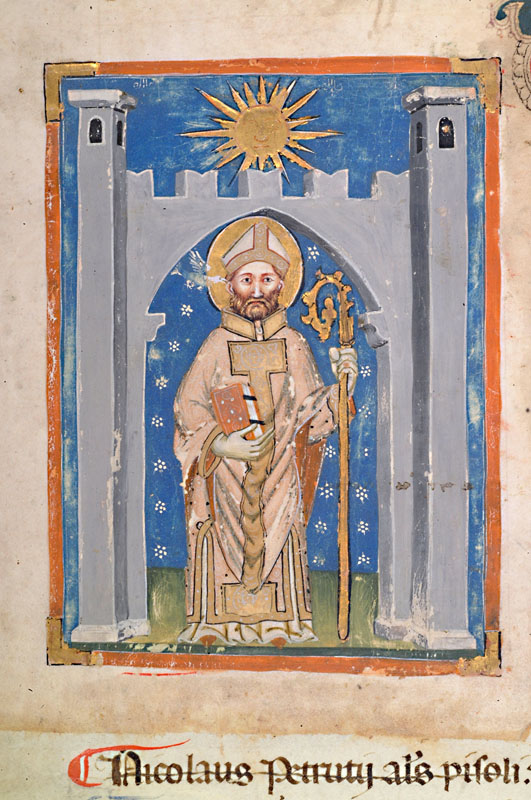
Stemma Porta Sole, Perugia

Si erge in via Bontempi e guarda a Oriente: non si può affermare che la denominazione di Arco dei Gigli — che ha assunta da quando papa Paolo III Farnese vi ha apposto il proprio emblema — sia stata definitivamente sostituita da quella di Porta Sole. Il nome, non ufficiale ma diffusissimo tra i perugini, è infatti precedentemente appartenuto alla porta monumentale collocata in cima alla via Alessi (appartenente al medesimo rione e oggi distrutta) nonché a un altro arco, più antico e ormai scomparso, sito probabilmente dove oggi vi è la via del Sole, e cioè nel punto più alto della città (per raggiungerlo occorre partire da Piazza Michelotti e continuare la salita lungo via dell'Aquila, arrivando all'altitudine massima, 493 m s.l.m.) dal quale si può ammirare uno spettacolare panorama non solo sui perugini Borgo Sant'Angelo e Borgo Sant'Antonio, ma anche su Assisi e su parte della Valle Umbra: proprio questo belvedere è infatti oggi chiamato Porta Sole pur essendo molto distante dall'Arco dei Gigli (ma è probabilmente qui che si trovava la porta quando ne scriveva Dante nel suo Paradiso).
L'Arco dei Gigli appartiene alla cinta muraria etrusca - la quale, provenendo da via della Viola e arrivando a via della Pazienza, tagliava il colle per l'antica Porta Sole, arrivando in via Bartolo e ricongiungendosi con l'Arco di Augusto - e subì diversi rifacimenti in epoca medievale che ne eliminarono le decorazioni in pietra.
Il colore bianco e lo stemma del Sole furono scelti in relazione alla topografia di quella parte di città, volta a levante. In quel rione era presente il Convento Camaldolese, pertanto nelle Matricole figurava il Sole e qualche volta l'effigie di San Romualdo. Altre fonti sostenevano che il rione in determinate occasioni si vestisse di bianco alludendo alla farina proveniente dal Tevere.